# 库尔德萨克河
库尔德萨克河（Cul de Sac River）是东加勒比海岛国圣卢西亚的一条河流。该河流从岛上南部的中央高地北向西流向首都卡斯特里南部的加勒比海。为圣卢西亚最长的河流之一。